# Sukadana (Pabuaran)
Sukadana is een bestuurslaag in het regentschap Cirebon van de provincie West-Java, Indonesië. Sukadana telt 4189 inwoners (volkstelling 2010).